# Multimodus martynovae
Multimodus martynovae is een fossiele soort schietmot uit de familie Vitimotauliidae.